# Expansion latérale
 (août 2020).
L’expansion latérale, en économie, est la croissance d'une entreprise commerciale par l'acquisition d'entreprises similaires, dans le but de réaliser des économies d'échelle ou des économies de gamme. Une expansion latérale non contrôlée peut conduire à de puissants conglomérats ou des monopoles. 
L'intégration verticale, ou expansion verticale, qui est la croissance d'une entreprise commerciale par l'acquisition d'entreprises qui produisent les biens intermédiaires nécessaires à l' entreprise ou qui aident à commercialiser et à distribuer ses produits finaux, est liée à l'expansion verticale. Toutes les activités de la chaîne de valeur peuvent être acquises par expansion verticale. 